# دیرکه
دیرکه (به یونانی: Δίρκη)، در اسطوره‌های یونان، همسر لوکوس است.
لوکوس، آنتیوپه را که در مرگ برادرش مقصر می‌دانست، به عنوان کنیز دیرکه بخشید. دیرکه قصد کشتن وی را داشت اما پسران آنتیوپه، او را نجات دادند و دیرکه و لوکوس را کشتند.